# ویکینمکی
ویکینْمَکی (به فنلاندی: Viikinmäki) یک منطقهٔ مسکونی در فنلاند است که در هلسینکی واقع شده‌است. ویکینمکی ۸٫۰۵ کیلومتر مربع مساحت و ۵٬۴۹۴ نفر جمعیت دارد.